# Кивгода
Ки́вгода — деревня в Новоладожском городском поселении Волховского района Ленинградской области.

## История
Впервые упоминается в Писцовой книге Водской пятины 1500 года как деревня Кивгода в Пречистенском Городенском погосте Ладожского уезда. Жили в ней «Микитка Матюков, Микитка Гридин, Еска Малахов рыбные ловцы; пашни у них нет».
Деревня Кивгода обозначена на карте «Ладожское озеро и Финский залив с прилегающими местами» 1745 года.
На карте Санкт-Петербургской губернии Ф. Ф. Шуберта 1834 года она упоминается как Кивкода.

КИВГОДА — деревня принадлежит графине Лаваль, число жителей по ревизии: 43 м. п., 41 ж. п. (1838 год)

Деревня Кивкода отмечена на карте профессора С. С. Куторги 1852 года.

КИВГОДА — деревня графини Борх, по просёлочной дороге, число дворов — 9, число душ — 43 м. п. (1856 год)

КИВГОДА — деревня владельческая при Ладожском озере, число дворов — 13, число жителей: 48 м. п., 55 ж. п.; Часовня православная. (1862 год)

Сборник Центрального статистического комитета её так:

КИВГОДА (КИВКОДА) — деревня бывшая владельческая при канале Имп. Александра II, дворов — 22, жителей — 118; Часовня, лавка. (1885 год)

В конце XIX века Кивгода административно относилась к Кобонской волости 1-го стана Новоладожского уезда Санкт-Петербургской губернии, в начале XX века — 4-го стана.
По данным «Памятной книжки Санкт-Петербургской губернии» за 1905 год Кивгода являлась селом.
С 1917 по 1923 год деревня Кивгода входила в состав Лиговского сельсовета Кобонской волости Новоладожского уезда.
С 1923 года в составе Октябрьской волости Волховского уезда.
Согласно данным переписи населения СССР 1926 года в деревне Кивгода проживали 106 человек — все русские.
С 1927 года в составе Волховского района.
По данным 1933 года деревня Кивгода входила в состав Лиговского сельсовета Волховского района.
В 1939 году население деревни Кивгода составляло 372 человека.

Деревня Кивгода на топографической карте 1940 года

Согласно топографической карте РККА 1940 года деревня насчитывала 20 дворов. В деревне находилась пристань.
С 1946 года в составе Новоладожского района.
В 1958 году население деревни Кивгода составляло 42 человека.
С 1963 года в составе Волховского района.
По данным 1966 и 1973 годов деревня Кивгода также входила в состав Лиговского сельсовета Волховского района.
По данным 1990 года деревня Кивгода входила в состав Новоладожского горсовета Волховского района.
В 1997 году в деревне Кивгода Новоладожского горсовета проживали 2 человека, в 2002 году — 13 человек (все русские).
В 2007 году в деревне Кивгода Новоладожского ГП — 3 человека.

## География
Деревня расположена в северо-западной части района близ Ладожского озера на Новоладожском канале.
Расстояние до административного центра поселения — 36 км.
Расстояние до ближайшей железнодорожной станции Волховстрой I — 64 км.

## Демография
| 1862 | 2002 | 2007 | 2010 | 2017 |
| ---- | ---- | ---- | ---- | ---- |
| 103  | ↘13  | ↘3   | ↗8   | ↘1   |

### Национальный состав
Согласно данным Всероссийской переписи населения 2021 года в деревне проживали 5 человек, все русские.